# Stalmine
Stalmine är en by i Lancashire i England. Byn är belägen 19,2 km 
från Lancaster. Orten har 1 077 invånare (2016). Byn nämndes i Domedagsboken (Domesday Book) år 1086, och kallades då Stalmine.